# Дабу, Аугусту
Аугусту Жулиу Дабу (порт. Augusto Júlio Dabó; род. 13 марта 2004, Бисау) — бисау-гвинейский футболист, защитник клуба «Боавишта» и сборной Гвинеи-Бисау.

## Клубная карьера
Дабу — воспитанник клуба «Боавишта». 7 августа 2022 года в матче против «Портимоненсе» он дебютировал в Сангриш лиге за основной состав.

## Международная карьера
19 ноября 2024 года в отборочном матче Кубка Африки 2025 против сборной Мозамбика Дабу дебютировал за сборную Гвинеи-Бисау.